# How a Mosquito Operates
How a Mosquito Operates (deutsch: „Wie ein Moskito funktioniert“) ist ein stummer animierter Zeichentrickfilm aus dem Jahr 1912 vom amerikanischen Cartoonisten Winsor McCay. Der sechsminütige Kurzfilm zeigt einen riesigen Moskito, der einen schlafenden Mann quält. Der Film ist eines der frühesten Werke der Animation und seine technische Qualität wird als weit seiner Zeit voraus angesehen. Er ist auch unter den Titeln The Story of a Mosquito und Winsor McCay and his Jersey Skeeters bekannt.
McCay war bekannt für seine geschickten Zeichenfähigkeiten, am besten in Erinnerung in der aufwändigen Cartoon-Zeichnung des Kinder-Comics Little Nemo in Slumberland, die er 1905 begann. Er wandte sich mit dem Film Little Nemo (1911) der aufkommenden Kunst der Animation zu und baute seinen Erfolg aus, indem er eine Episode seines Comic-Strips Dream of the Rarebit Fiend  in How a Mosquito Operates umsetzte. McCay gab dem Film eine kohärentere Geschichte und Charakterisierung als im Nemo-Film, mit naturalistischem Timing, Bewegung und Gewicht in der Animation.
How a Mosquito operates erhielt begeisterte Rezensionen, als McCay es erstmals als Teil seiner Vaudeville-Show vorführte. Er entwickelte die Charakteranimation, die er in Moskito einführte, mit seinem bekanntesten animierten Werk, Gertie the Dinosaur (1914), weiter.

## Handlung
Ein Mann blickt besorgt umher, bevor er sein Zimmer betritt. Ein riesiger Moskito mit einem Zylinder und einer Aktentasche fliegt ihm durch ein Oberlichtfenster hinterher. Er saugt wiederholt Blut aus dem schlafenden Mann, der vergeblich versucht, ihn zu verscheuchen. Der Moskito trinkt sich schließlich so voll, dass er explodiert.

## Stil
How a Mosquito Operates ist eines der frühesten Beispiele für strichgezeichnete Animation. McCay verwendete minimale Hintergründe und nutzte die Stärken des damals noch in den Kinderschuhen steckenden Filmmediums, indem er sich auf physische, visuelle Aktionen der Charaktere konzentrierte. Keine Zwischentitel unterbrechen die stummen visuellen Szenen.
Anstatt lediglich wie ein Ballon aufzublähen, füllt sich der Bauch des Moskitos beim Trinken in einer realistischen Weise, die seiner Körperstruktur entspricht. Je schwerer es wird, desto mehr Schwierigkeiten hat es, sein Gleichgewicht zu halten. In seiner Aufregung, während es sich voll saugt, macht es Liegestütze auf der Nase des Mannes und wirft seinen Hut in die Luft. Der Moskito hat eine Persönlichkeit: er ist egoistisch, beharrlich und berechnend (zum Beispiel, wenn es seinen Rüssel an einem Steinrad wetzt). Er nimmt Augenkontakt zum Zuschauer auf und winkt ihm zu. McCay balanciert Horror mit Humor, wie etwa, wenn der Moskito sich so voll mit Blut gesogen findet, dass es sich hinlegen muss.

## Vorgeschichte zur Entstehung

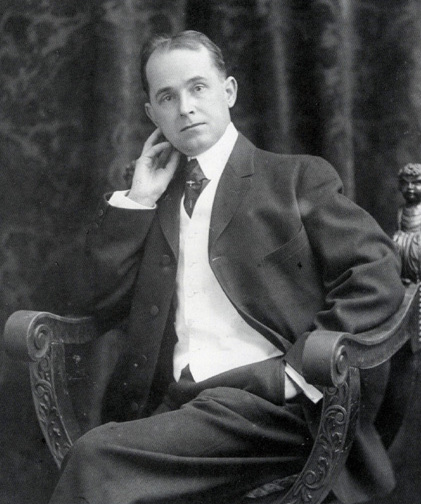
Winsor McCay 1906

Winsor McCay entwickelte schon früh im Leben außergewöhnlich genaue und detaillierte Zeichenfähigkeiten. Als junger Mann verdiente er seinen Lebensunterhalt, indem er Porträts und Poster in Dime-Museen zeichnete und zog große Menschenmengen an mit seiner Fähigkeit, schnell in der Öffentlichkeit zu zeichnen. McCay begann 1898 als hauptberuflicher Zeitungsillustrator zu arbeiten und startete 1903 mit dem Zeichnen von Comicstrips. Sein größter Erfolg im Comic-Strip war das Kinderfantasy Little Nemo in Slumberland, das er 1905 startete. McCay begann im folgenden Jahr auf der Vaudeville-Bühne aufzutreten und führte Aufführungen auf, bei denen er vor einem Live-Publikum zeichnete.
Inspiriert von Daumenkinos, die sein Sohn Robert nach Hause brachte, sagte McCay, er habe die Möglichkeit gesehen, bewegte Bilder seiner Cartoons zu machen. Er erklärte sich selbst zum „ersten Mann auf der Welt, der animierte Cartoons machte“, obwohl der Amerikaner James Stuart Blackton und der Franzose Émile Cohl zu denen gehörten, die früher welche gemacht hatten, und McCay hatte seinen ersten animierten Kurzfilm unter Blacktons Aufsicht gedreht. McCay präsentierte seine Little Nemo-Charaktere in dem Film, der 1911 in Kinos debütierte, und integrierte ihn bald in seine Vaudeville-Show.
Die animierten Sequenzen in Little Nemo haben keine Handlung: Ähnlich wie die frühen Experimente von Émile Cohl nutzte McCay seinen ersten Film, um die Fähigkeiten des Mediums zu demonstrieren – mit fantasievollen Sequenzen, die Bewegung um ihrer selbst willen zeigten. In Mosquito wollte er größere Glaubwürdigkeit und balancierte abenteuerliche Aktionen mit naturalistischem Timing, Bewegung und Gewicht. Da er bereits in seinem ersten Film demonstriert hatte, dass Bilder bewegt werden können, führte er in dem zweiten eine einfache Geschichte ein.

Vaudeville-Shows und Humormagazine machten häufig Witze über große Moskitos von New Jersey, die sie „Jersey Skeeters“ nannten, und McCay hatte Moskitos in seinen Comicstrips verwendet – einschließlich einer Little-Nemo-Episode, in der ein Schwarm von Moskitos Nemo angreift, nachdem er von einer Reise zum Mars zurückgekehrt ist. McCay nahm die Idee für den Film aus einer Episode seines Comicstrips Dream of the Rarebit Fiend vom 5. Juni 1909, in der sich ein Moskito (ohne Zylinder oder Aktentasche) an einem Alkoholiker so voll saugt, dass es zu aufgebläht und betrunken wird, um wegfliegen zu können.

## Produktion und Veröffentlichung
McCay begann im Mai 1911 mit der Arbeit an dem Film. Kurz darauf verließ er seine Anstellung beim New York Herald zugunsten der Zeitungen von William Randolph Hearst. Eine Zeitschriftenanzeige im Juli kündigte einen „moving picture, containing six thousand sketches ... [that] will be a 'release' for vaudeville next season by Mr. McCay. The film will be named How a Mosquito Operates.“
McCay fertigte die 6.000 Zeichnungen auf durchscheinendem Reispapier an. Der Film entstand vor der Entwicklung der Cel-Animation, bei der Animatoren auf durchsichtigen Celluloidblättern zeichnen und diese über statische Hintergründe legen. Daher musste McCay in jeder Zeichnung den Hintergrund neu zeichnen, der aufgrund der Schwierigkeit, ihn jedes Mal perfekt zu reproduzieren, leicht wackelt. McCay verwendete einige der Zeichnungen erneut, um wiederholte Aktionen in Schleife zu zeigen. Diese Technik setzte er einmal in Little Nemo und in späteren Filmen ausgiebiger ein.
McCay beendete die Zeichnungen des Films im Dezember 1911. Als die Zeichnungen zum Fotografieren zu den Vitagraph Studios gebracht werden sollten, kam ein Schneesturm auf, daher mietete er ein geschlossenes, von Pferden gezogenes Taxi für den Transport. Das Taxi verschwand, und einige Tage später fanden die Polizei das verlassene Taxi mit den unversehrten Zeichnungen darin, die Pferde zwei bis drei Meilen entfernt. Der erste Versuch, die Bilder zu fotografieren, führte aufgrund der von dem Studio verwendeten Bogenbeleuchtung zu inakzeptablen Mengen an Flackern, und es wurde neu aufgenommen. Das fertige Werk umfasste 600 Fuß (180 Meter) Film.
How a Mosquito Operates debütierte im Januar 1912 als Teil von McCays Vaudeville-Show, die im Frühling und Sommer tourte. Der Filmproduzent Carl Laemmle kaufte die Vertriebsrechte unter der Bedingung, dass der Film in den USA nicht gezeigt wird, bis McCay ihn in seiner Vaudeville-Show nicht mehr verwendet. Universal–Jewel veröffentlichte den Film 1916 unter dem Titel Winsor McCay and his Jersey Skeeters und manchmal wurde er auch The History of a Mosquito genannt.

## Rezeption und Nachwirkungen
How a Mosquito Operates wurde zu einer Zeit veröffentlicht, als die Nachfrage des Publikums nach Animation das Angebot der Studios überstieg. Laut dem Animator Chris Webster zeigte McCay zu einer Zeit, in der die meisten Studios damit kämpften, Animation überhaupt zu bewältigen, eine Beherrschung des Mediums und ein Gefühl dafür, wie man glaubhafte Bewegung erschaffen kann.
Der Film startete vor großen Zuschauermengen und wurde gut aufgenommen. Die Detroit Times beschrieb, wie das Publikum vor Lachen weinte und „[going] home feeling that [they] had seen one of the best programs“ in der Geschichte des Theaters gesehen hatten. Die Zeitung bezeichnete den Film als „a marvelous arrangement of colored drawings“, in Bezug auf die abschließende explosive Sequenz, die McCay von Hand rot bemalt hatte (farbige Versionen dieser Sequenz sind nicht erhalten geblieben). Der New Yorker Morning Telegraph bemerkte: „McCay’s moving pictures of his drawings have caused even film magnates to marvel at their cleverness and humor“. Das Publikum fand seine Animation so lebensecht, dass sie glaubten, er habe die Charaktere von Fotografien abgezeichnet.

„I drew a great ridiculous mosquito, pursuing a sleeping man, peeking through a keyhole and pouncing on him over the transom. My audiences were pleased, but declared the mosquito was operated by wires to get the effect before the cameras.“

Um zu zeigen, dass er solche Tricks nicht verwendet hatte, wählte McCay für seinen nächsten Film eine Kreatur, die nicht fotografiert worden sein konnte: einen Brontosaurus. Der Film Gertie the Dinosaur debütierte als Teil seiner Vaudeville-Show im Jahr 1914. Bevor er Gertie herausbrachte, deutete er das Thema des Films in Interviews an, in denen er über das Potenzial der Animation für „ernsthafte und bildende Arbeiten“ sprach.
Der erste Film des amerikanischen Animators John Randolph Bray, The Artist’s Dream, erschien 1913; er wechselt zwischen Realfilm und animierten Sequenzen und zeigt einen Hund, der explodiert, nachdem er zu viele Würste gegessen hat. Obwohl diese Aspekte an McCays ersten zwei Filme erinnern, sagte Bray, dass er erst während der Arbeit an The Artist’s Dream von McCays Arbeit erfahren hatte.
Nach How a Mosquito Operates neigten animierte Filme dazu, storybasiert zu sein; jahrzehntelang lenkten sie selten die Aufmerksamkeit auf die dahinterliegende Technologie, und Realfilm-Sequenzen wurden selten. Der Animator und McCay-Biograf John Canemaker lobte McCay für seine Fähigkeit, einem Moskito Charakter und Persönlichkeit zu verleihen. Chris Webster stellte fest, dass die technische Qualität von McCays Animation seiner Zeit weit voraus war, unerreicht bis die Disney-Studios in den 1930er Jahren mit Filmen wie Schneewittchen und die sieben Zwerge (1937) an Bedeutung gewannen.